# Royal Astronomical Society

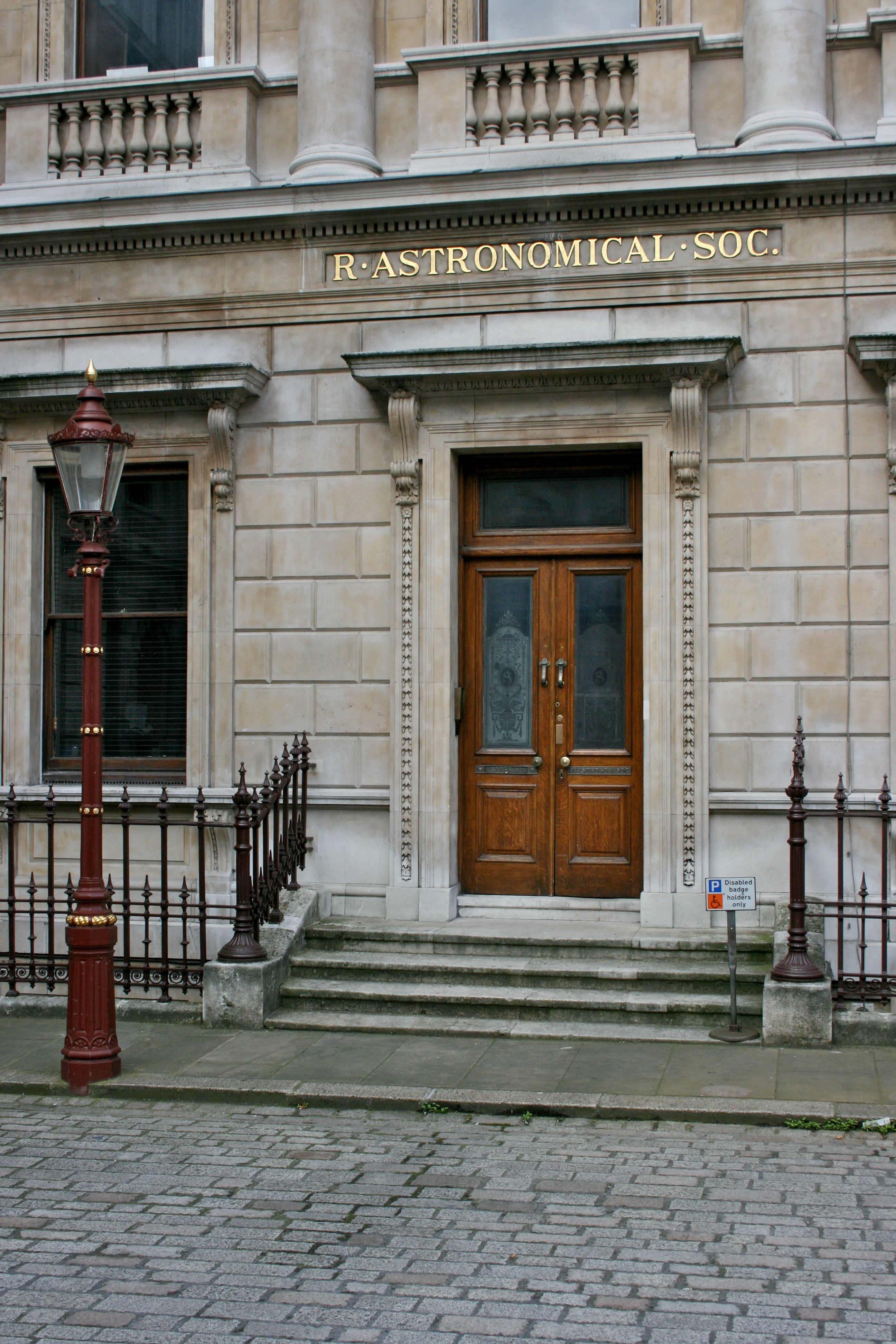
Ingang van het Burlington House

De Royal Astronomical Society (RAS) is een Brits wetenschappelijk genootschap. Het genootschap werd in 1820 opgericht onder de naam Astronomical Society of London, en diende ter ondersteuning van astronomisch onderzoek (dat destijds nog vooral werd uitgevoerd door hobbyisten in plaats van professionals). In 1831 kreeg het genoodschap van Willem IV het predicaat “koninklijk”, en veranderde haar titel naar Royal Astronomical Society. In 1915 werd het genootschap ook toegankelijk voor vrouwen.
De organisatie is vandaag de dag de Britse tak van de Internationale Astronomische Unie, en lid van de Science Council. Het genootschap bevordert de studie van astronomie, wetenschappen over het zonnestelsel, geofysica en hieraan gerelateerde wetenschappelijke takken. Bijeenkomsten vinden plaats in het Burlington House, in Piccadilly, Londen. Het genootschap is betrokken bij de publicatie van astronomische bladen. Het genoodschap telt inmiddels zo’n 3000 leden, waarvan een derde buiten het Verenigd Koninkrijk woont.

## Publicaties
Een van de primaire activiteiten van de RAS is de publicatie van journals. Momenteel publiceert het genoodschap twee van de bekendste wetenschappelijke journals ter wereld: MNRAS in astronomie en (in samenwerking met de Deutsche Geophysikalische Gesellschaft) GeoJI in geophysica. Andere publicaties van RAS zijn:
- Memoirs of the Royal Astronomical Society (MmRAS): 1822 – 1978
- Monthly Notices of the Royal Astronomical Society (MNRAS): vanaf 1827
- Geophysical Supplement to Monthly Notices (MNRAS): 1922 – 1957
- Geophysical Journal (GeoJ): 1958 – 1988
- Geophysical Journal International (GeoJI): vanaf 1989 (nummering van de jaargangen volgt op die van GeoJ)
- Quarterly Journal of the Royal Astronomical Society (QJRAS): 1960 – 1996
- Astronomy & Geophysics (A&G): vanaf 1997 (vnummering van de jaargangen volgt op die van QJRAS)

## Bijeenkomsten
De RAS organiseert maandelijks een bijeenkomst, waarbij een centrale onderwerpen van astronomie en geofysica worden behandeld. Deze bijeenkomsten vinden doorgaans plaats in Londen op de tweede vrijdag van elke maand. Elk voorjaar vindt een extra grote bijeenkomst plaats genaamd de RAS National Astronomy Meeting.

## Bibliotheek
De RAS bezit een grotere collectie boeken en journals over astronomie en geofysica dan de meeste universiteiten en onderzoeksinstellingen. De bibliotheek ontvangt ongeveer 300 tijdschriften over astronomie en geofysica, en bevat meer dan 10.000 boeken. De collectie van zeldzame boeken is vergelijkbaar met die van de Royal Observatory in Edinburgh. De RAS-bibliotheek is ook voor niet-leden een veelgebruikte bron van informatie.

## Opleiding
De RAS is betrokken bij het promoten van astronomie bij studenten, onder andere door middel van tijdschriften voor deze studenten, leraren en de openbare media.

## Gerelateerde groepen
De RAS sponsort een aantal andere soortgelijke groepen, waaronder:
- The Astrobiology Society of Britain
- The Astroparticle Physics Group (met het Institute of Physics)
- The Astrophysical Chemistry Group (met de Royal Society of Chemistry)
- The British Geophysical Association (met de Geological Society)
- The Magnetosphere Ionosphere and Solar-Terrestrial group (beter bekend bij het acroniem MIST)
- The UK Planetary Forum
- The UK Solar Physics group

## Presidenten
De eerste president van het genootschap was William Herschel, maar hij heeft nooit een bijeenkomst meegemaakt. De positie van president is momenteel in handen van Mike Lockwood. De positie van president wordt meestal aangeboden voor een periode van twee jaar.
De eerste vrouwelijke president was Carole Jordan, van 1994 tot 1996.
Noemenswaardige presidenten:
| - John Couch Adams - George Airy - Francis Baily - Arthur Cayley - George Darwin - Herbert Dingle - Frank Watson Dyson - Arthur Eddington - James Glaisher - William Herschel - John Herschel - Fred Hoyle - William Huggins - James Jeans - Harold Jeffreys - Edward Knobel - William Lassell - John Lee - Lord Lindsay - Bernard Lovell | - Donald Lynden-Bell - Percy Alexander MacMahon - Reverend Robert Main - Admiral Manners - William McCrea - Arthur Milne - Henry Crozier Keating Plummer - Charles Pritchard - Kenneth Pounds - Ralph Allen Sampson - Michael Seaton - Francis Graham Smith - William Henry Smyth - Harold Spencer Jones - William Herbert Steavenson - Edward Stone - Frederick John Marrian Stratton - Arnold Wolfendale - Richard van der Riet Woolley - John Wrottesley |

## Onderscheidingen
De hoogste onderscheiding van de RAS is de Gouden Medaille. Enkele ontvangers van deze prijs zijn Albert Einstein in 1926 en Stephen Hawking in 1985.
Andere prijzen zijn de Eddingtonmedaille, de Herschelmedaille, de Chapmanmedaille, een Pricemedaille en de Jackson-Gwilt medaille.